# 洪坑站
洪坑站是厦门轨道交通3号线的地铁车站，位于中华人民共和国福建省厦门市翔安区翔安西路中部与东界路交叉口地下。本站于2023年6月25日正式启用，计划与4号线实施换乘。

## 车站结构
本站3号线站台在地下二层，4号线站台在地下一层。

## 出入口信息
本站3号线部分开放时，设8、10号（共2个）出入口。